# Colite pseudomembranosa
A colite pseudomembranosa é uma inflamação do cólon que se produz quando, em determinadas circunstâncias, a bactéria chamada Clostridium difficile lesiona o órgão mediante a sua toxina e produz diarreia e aparição no interior do cólon de placas esbranquiçadas chamadas pseudomembranas. Quase sempre aparece em pessoas tratadas previamente com antibióticos, e em pessoas debilitadas ingressadas em hospitais ou residências de idosos. A enfermidade caracteriza-se por diarreia, por vezes de odor fétido, febre e dor abdominal e pode chegar a ser grave e em alguns casos fatal.

## Causas
O uso de quase qualquer antibiótico, mas especialmente dos antibióticos de amplo espectro, tais como a clindamicina e as cefalosporinas, faz com que a microbiota normal do intestino se altere. Em especial, quando o antibiótico destrói as bactérias competitivas no intestino, qualquer organismo restante terá menor competição pelo espaço e os nutrientes do cólon. O efeito é o de permitir um crescimento de maior extensão que certas bactérias normalmente ali presentes. Clostridium difficile é uma dessas bactérias, que além de proliferar no intestino, também libera uma toxina, responsável pela diarreia que caracteriza a colite pseudomembranosa. Eventualmente, C. perfringens e Staphylococcus aureus podem estar envolvidos.

## Tratamento
O tratamento dos casos brandos é feito apenas com suspensão do antimicrobiano desencadeador. Nos casos mais graves, além de suspender o antimicrobiano, dever administrado metronidazol (leucócitos < 15 000) via oral ou vancomicina (leucócitos > 15 000), reposição das perdas hidroeletrolíticas e uso de probióticos. É importante não usar nenhum medicamento antiperistáltico.